# 발트 귀족

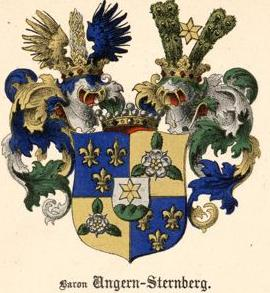
발트 귀족 가문인 폰 웅게른슈테른베르크 가의 문장

발트 귀족(Baltic nobility)은 오늘날의 에스토니아 및 라트비아 지역에 존재한 특권계급이다. 북방 십자군의 결과 테라 마리아나가 성립된 것에 그 시초를 둔다. 대부분의 젠트리는 발트 독일인 젠트리들이었으나, 세월이 지나며 정치적 지형의 변동에 의해 스웨덴 제국이나 러시아 제국이 독일계 국가로부터 발트 지역의 패권을 차례차례 넘겨받으면서 폴란드계, 스웨덴계, 러시아계 가문들도 발트 귀족을 구성하게 되었다. 리투아니아 귀족은 역사적, 사회적, 민족적 이유로 독일계가 지배적이었던 에스토니아 및 라트비아의 발트 귀족들과 구분된다.

## 같이 보기
- 에스토니아의 역사
- 라트비아의 역사
- 발트 독일인
- 테라 마리아나
- 발트 향토방위군